# Oliver Twist (britisk film fra 1912)
|  | For andre betydninger, se Oliver Twist (flertydig) |
Oliver Twist er en britisk stumfilm fra 1912 af Thomas Bentley.
Filmen er baseret på Charles Dickens’ roman af samme navn. 

## Medvirkende
- Ivy Millais som Oliver Twist
- Alma Taylor som Nancy
- John McMahon som Fagin
- Harry Royston som Bill Sykes
- Flora Morris som Rose Maylie